# شيمس
ستيفن فارلي (بالإنجليزية: Stephen Farrelly)‏ (ولد في 28 يناير 1978)
هو مصارع إيرلندي محترف وممثل ولاعب كمال أجسام سابق معروف باسمه في حلبة المصارعة المحارب السلتي (بالإنجليزية: The Celtic Warrior)‏ أوشيمس (بالإنجليزية: Sheamus)‏ وهو يعمل حالياً في اتحاد المصارعة العالمية الترفيهية (دبليو دبليو إي) في عرضي الرو والسماك داون.
حاز على حزام بطولة اتحاد المصارعة العالمية الترفيهية مرتين وعلى حزام بطولة العالم للوزن الثقيل مرة واحدة وعلى حزام بطولة فلوريدا للوزن الثقيل.ومتزوج من كيبارا بلانك وفاز بلقب الولايات المتحدة مرة وملك الحلبة لعام 2010 وفاز بمبارة المعركة الملكية لعام 2012. في يوم 22 نوفمبر 2015 تمكن من الفوز بلقبه الرابع لبطولة العالم للوزن الثقيل بعد أن فاز على رومان رينز بعد إستعماله عقد ماني إن ذا بانك.

## حياتة الشخصية
فارلي (شيمس) هو ابن باني أجسام شهير، ينتمي إلى قومية الأيريش التي تنتشر في أيرلندا، انطوت شخصيته منذ الطفولة على الاهتمام ومتابعة المصارعة.

## حياتة المهنية
ولد شيمس في ضاحية كابرا الريفية شمال مدينة دبلن ولكنه نشأ في منطقة جورجيس العظيم دبلن في بيت أيرلندي كبير عمره 200 سنة.

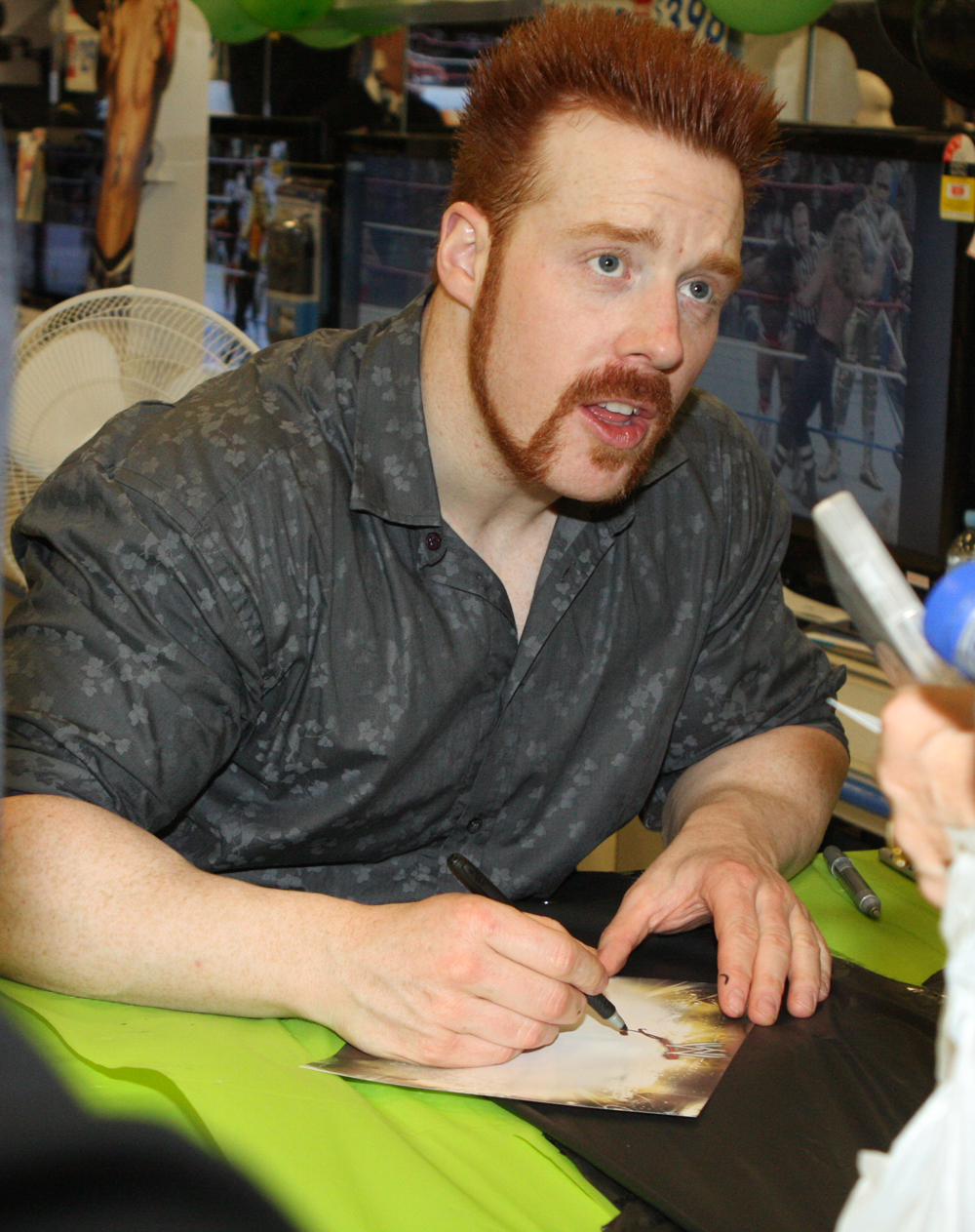
شيمس يوقع لي المعجبين

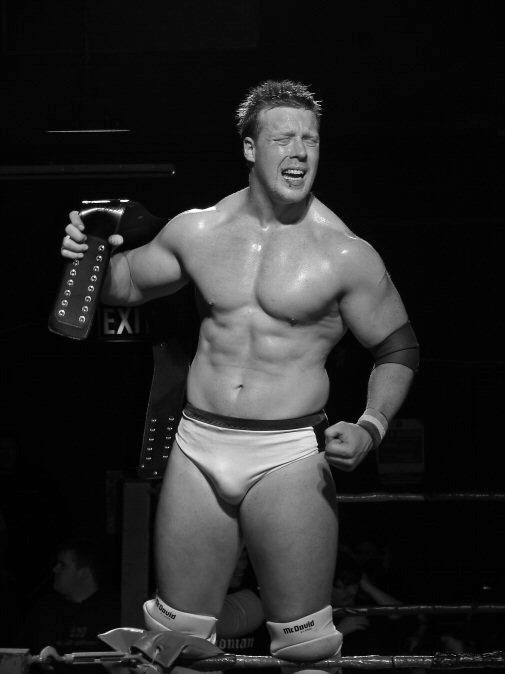
شيمس بعد انتصارة على المصارع روبوت بيقنون والمصارع فامبيرو

سبب انضمام فارلي إلى مهنة المصارعة الحرة كان نتيجة مشاهدة المصارعة الأمريكية والمصارعة البريطانية على قناة عالم الرياضة، بناءً على نصيحة بريت هارت قام فارلي بالتدريب في نادي وحش للمصارعة (Sharpe's Monster Factory) في أبريل/نيسان 2002، بجانب كومبون وسيندي روجار، وبعد ستة أسابيع صنف كمفضل الجماهير باسم شيمس أوشانيسي بعد انتصارة على المصارع الأوروبي الشهير روبوت بيقنون والمصارع الكندي فامبيرو. أثناء هذا الفترة لقب أيضاً بلقب (اللعنة الأيرلندية)، عانى بعد ذلك إصابة خطيرة بالعنق أوقفت مهنته لمدة سنتين.
في يناير/كانون الثاني 2003، إنظم شيمس إلى نادي العظماء لرياضة كمال الأجسام في مدينة دبلن، ومارس شيمس برنامج تدريبي وغذائي قاسي يعتمد على التدريب المكثف والأكثار من اكل اللحوم مساء صباح.
شارك شيمس أوشانيسي في أكثر من 395 مباراة رسمية متلفزة منذ ديسمبر 2009 إلى يونيو 2010 في كافة أنحاء العالم.
وكان شيمس أوشانيسي مصارع في FCW للمبتدئين وكان بطل العالم وكانت أقوى مبارياته ضد جاك سواغر وفاز فيها

### عرض أي سي دبليو (2009)
ظهر شيمس في WWE في عرض أي سي دبليو بتاريخ 30 حزيران 2009 ثم فاز على المصارع (أوليفر جون) بكل سهولة ودخل بعداوة مع غولدست وهزمه في عدة مباريات، ومن ثم دخل بعداوة جديدة مع شلتون بنجامين وانتهت بفوز شيمس.
وفي 16 أكتوبر فاز على المصارع جوبر وانهى مسيرته، وفي مهرجان السرفايفر سيريس اشترك مع فريق الميز وكان الأبرز حيث اخرج فينلي وضرب الحكم من الحماس وغيروا الحكم وبعد تبديل وإخراج للمصارعين
لم يبق غير موريسون ضد شيمس ودرو ماكنتاير ونفذ شيمس ركلة الجمجمة القاضية على موريسون وفاز بالمباراة مع فريقه.

### عرض راو (2009–2010)

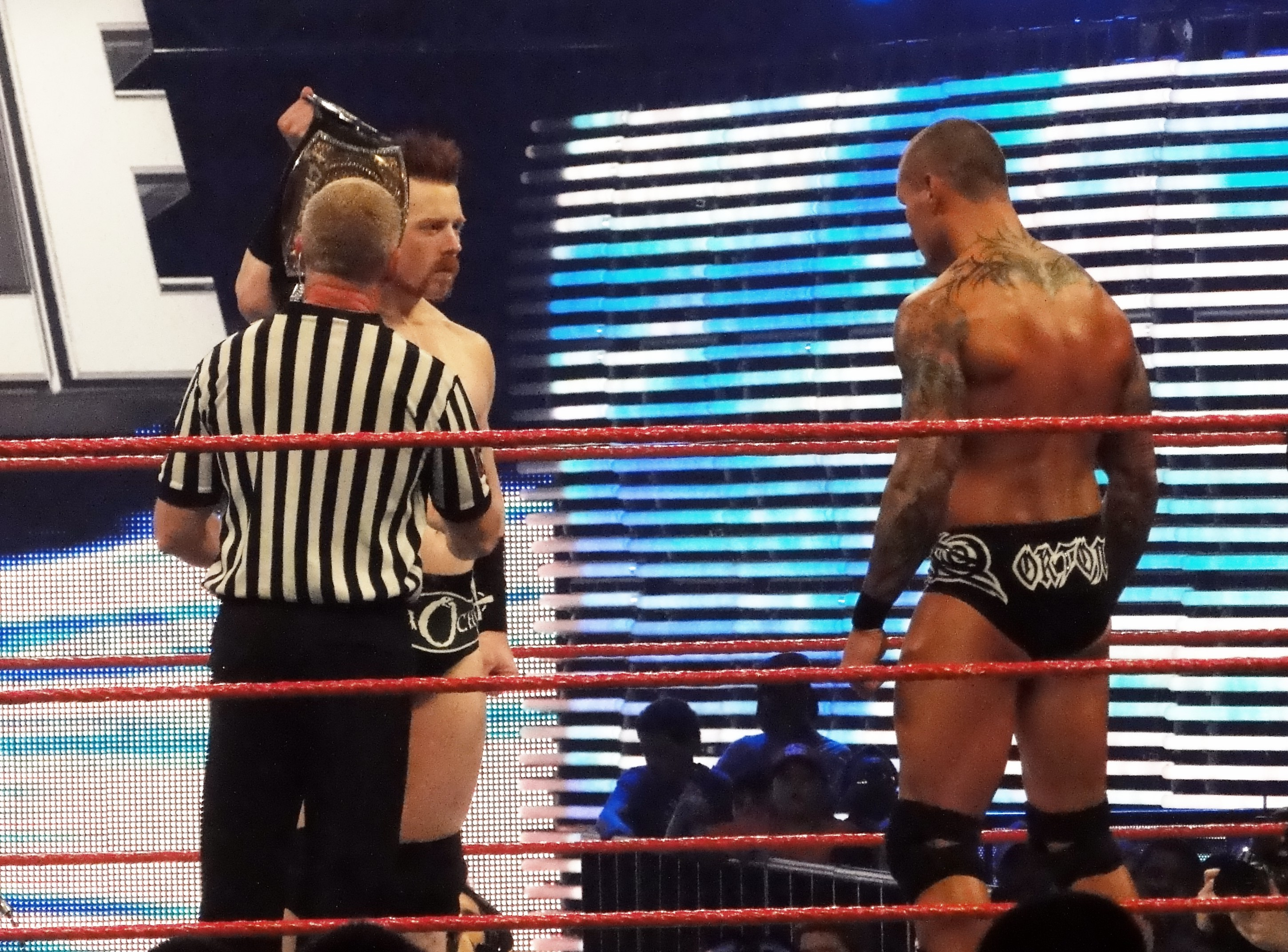
شيمس يدافع عن حزام بطولة اتحاد المصارعة العالمية للترفيه WWE ضد راندي أورتن في الرويال رمبل.

ظهر شيمس في راو بتاريخ 26-12-2009. حيث قام بضرب المصارع جيمي نوبل ضرباً مبرحاً، والحق شيمس بنوبل العديد من الاضرار الجسدية وخرج نوبل على نقالة اسعاف وانهى شيمس مسيرت جيمي نوبل وجعله يعتزل.
في مباراة Battel Royal 10 man شارك فيها مارك هنري وأورتن وفريق ليغاسي وام في بي وكوفي كينغستون، قام شيمس برمي مارك هنري وام في بي وار تورث وكوفي كينستون خارج الحلبة وكان الأبرز، وتاهل شيمس لمبارة المنافس الأول للقب WWE ضد جون سينا.
في TLC مباراة السلالم والكراسي والطاولات فاز شيمس على جون سينا بعد مباراة ملحمية وأصبح أول إيرلندي يحمل حزام بطولة المصارعة العالمية للترفيه WWEـ.http://www.youtube.com</a></a>/watch?v=1vAd7ZiNJeY</ref>
وفي مهرجان رويال رامبل 2010احتفظ شيمس بلقب بطولة wwe بعد أن هزم راندي أورتن وفي مهرجان اليميشن تشامبر خسر شيمس الحزام بعد المباراة السداسية التي جمعت شيمس وجون سينا وراندي أوتن وتريبل اتش وجون موريسون وآر تروث وأصبح جون سينا البطل.

## شيمس وتريبل اتش
دخل شيمس بعداوة مع تريبل اتش قبل الاستبعاد الحديدي وفي سلسلة مباريات وفي ريسلمانيا 26 خسر شيمس امام تريبل اتش لكن عندما جاءت مباراة اكستريم رولز من نوع (قتال شوارع) انتقم شيمس من تريبل اتش وقام تسبب في كسر يده اليسرى وادخل تريبل اتش المشفى للعلاج لمدة سنة كاملة.
بتاريخ 20-06-2010 في مباراة الطريق القاتل Fatal 4-Way فاز شيمس أوشانيسي مرة أخرى بحزام بطولة المصارعة العالمية للترفيه WWE على جون سينا وراندي أورتن وإيدج. وفي دفاع عن اللقب هزم المصارع غولدست. ولا ننسا ان شيمس قام بهزيمة المصارع جون سينا 3 مرات وهزم راندي اورتن 4 مرات وهو من أفضل مصارعي wwe
(العداوة مع جون موريسون) (وبطل حزام أمريكا2010 - 2011) (وبطل العالم للوزن الثقيل
كان سانتينو ماريلا يواجه شيمس وشيمس طبعا مسيطر وشرع شيمس لتنفيذ ركلة الجمجمة على ماريلا لكن اتى مورسون ولفت نظر شيمس وتسبب في خسارته، العرض التالي دخل شيمس وقال انه يريد مواجهة سانتينو فدخل سانتينو وقال انا لا استطيع المواجهة لكن اخترت لك هذا الشخص وهو فلاديمير كوزلوف وعندما خسر كوزلوف هاجم شيمس ماريلا خارج الحلبة وستعد لتنفيذ (هاي كروس) لكن تدخل مورسون ونفذ على شيمس (ركلة إلى الذقن)وانقذ ماريلا في العرض التالي كان يلعب ماريلا ضد شيمس وستعد شيمس لتنفيذ (هاي كروس)لكن تدخل مورسون وركلة إلى ذقن شيمس، في العرض التالي كان الراو من الطراز القديم وكانت مباراة بين كوزلوف وماريلا ضد الاخوين اوسو وفاز ماريلا وكزلوف فهاجم شيمس كوزلوف ب (ركلة الجمجمة) وستعد ليضرب سانتينو لكن اتى موريسون (وركلة إلى الذقن) وقال له أنت يا شيمس متنمر وازدت تنمر بعد ابعادك لتريبل اتش في مهرجان اكستريم رولز 2010, وفي نفس العرض كان موريسون في الكواليس فهاجمه شيمس ب (ركلة الجمجمة) وقال له انه سيتواجهان في سرفايفر سيريس، وهزم موريسون شيمس في سرفايفر سيريس ب (ركلة الذقن) وفي مهرجان ذ كينج اوف ذا رينج تأهل موريسون وشيمس للنهائي وفاز شيمس بعد تنفيذ (هاي كروس) على موريسون، وفي العرض التالي كان شيمس يقول انه الملك ويجب على موريسون ان يركع له وصفع موريسون فهاجمه موريسون واطاح به، وفي TLC هزم موريسون شيمس بعد ا ن كانت القوانين الذي يفوز يصبح المنافس الأول على لقب wwe وكانت مباراة سلالم.
وأصبح موريسون منافس أول على لقب WWE.واما الآن دخل شيمس في عداوة مع أقوى رجل في العالم مارك هنري، احتج مارك هنري لتصنيف شيمس بحجرة الإقصاء بدلا منه فقررت مباراة بينهم والفائز يدخل الحجرة فدخل مارك هنري الحلبة فقام شيمس بمهاجمته من الخلف ومن ثمة (ركلة الجمجمة), وقال شيمس انا هو من يستحق ان يكون في حجرة الإقصاء، وفي العرض التالي بعد مهرجان (المنيشن تشامبر) الذي فاز به جون سينا لعب هنري وشيمس وفاز هنري بعد تنفيذ ضربته القاضية (worid strongest slam) عليه وما زالت العداوة مستمرة.
لعب مباراة على لقب بطولة أمريكا ضد دانيال براين وفاز شيمس وأصبح بطل أمريكا وبعد بطولة راستيلمنيا تواجه مع دانيال براين وهزمه مرة تانية ولكن بعد المباراة هاجمه شيمس ولكن فجاءة ظهر المصارع المنظم حديث إلى الwwe سين كارا وطرح شايمس خارج الحلبة والآن في العام 2012 في مهرجان رويال رامبل فاز شيمس بهذا المهرجان وأختار دانيال برايان كخصم له في مهرجان الأحلام راسلمانيا وفي المهرجان الذي يسبق مهرجان راسلمانيا اليمشين تشامبر اصتطاع دانيال براين الاحتفاظ بلقبه اما أقوى 6 مصارعي سماكداون وبعد المباراة قام شيمس بتنفيذ حركته القاضية على دانيال براين لعب شيمس ضد دانيال براين في مهرجان راسلمانيا 28 وفاز عليه بعد 18 ثانية وأصبح شيمس بطل العالم للوزن الثقيل وفي مباراة الإعادة لعب شيمس ضد دانيال براين في مهرجان اكستريم رولز وفاز عليه بعد مباراة قوية وبعدها أصبحنا نرى ان هناك سوء تفاهم بين شيمس وراندي اورتن وفي عرض الراو الذي يسبق مهرجان اوفر ذا ليمت كانت هناك مباراة فرق شيمس وراندي أورتن ضد البرتو ديلريو وكريس جيركووقام شيمس بضرب راندي أورتن بحركة (ركلة الجمجمة) من دون قصد ففاز فريق جيركو والبرتو ديلريو بعد المباراة حاول شيمس ان يساعد راندي اورتن على النهوض لكن راندي أورتن قام بحركته RKO على شيمس وفي مهرجان اوفر ذا ليمت 2012 (تجاوز الحدود)كانت هناك مباراة بطولة العالم للوزن الثقيل بين شيمس والبرتو ديلريو.
لكن في عرض الراو الذي يسبق المهرجان تحولت المبارة إلى مباراة رباعية شيمس البطل ضد راندي اورتن ضد البرتو ديلريو ضد كريس جيركو وفاز شيمس في المباراة على راندي أوتن - كريس جيركو -البرتودلريو وفي المهرجان no way out لعب شيمس ضد البرتو ديلريو ولكن تعرض البرتو دلريو للإصابة في رأسه بسبب ذا جريت كالي مما لا يسمح له بالمشاركة في المهرجان وتم تبديله في عرض الراو بتاريخ 12/6/2012 بعد مباراة رباعية جمعت دولف زيغلر - جاك سواغر - ذا جريت كالي - كريستيان وفاز دولف زيغلر بالمباراة وأصبح المنافس الأول على لقب بطولة العالم للوزن الثقيل ولعب ضد شيمس في مهرجان نو واي اوت وفي المهرجان بعد مباراة قوية استمرت 20 دقيقة تقريبا استطاع شيمس الحفاظ على اللقب والفوز وتم في أحد عروض راو بتحديد مباراة بطولة العالم للوزن الثقيل بين شيمس والبرتوديلريو في مهرجان ماني إن ذا بانك.
وفي سماكداون بتاريخ 2012-7-4 وهي الاحتفال باستقلال أمريكا خرج البرتو ديلريو وقام بالإساءة للجماهير وشيمس، دخل بعدها شيمس وقام بضرب البرتو ومذيعه الخاص ريكاردو رودريغز إلى ان قام ريكاردو بتشتيت انتباه شيمس فقام البرتو بركل شيمس على رأسه وضرب رأس شيمس بمحرك السيارة وأصيب شيمس.
وفي مهرجان ماني إن ذا بانك بعد مباراة استمرت طويلا فاز شيمس فلم يكن البرتو راضيا عن النتيجة فقام هو وريكاردو بضرب شيمس بعد ذلك دخل دولف زيغلر الذي فاز بحقيبة سماكداون التي تأهله للعب على بطولة العالم في أي مكان وأي زمان لمدة سنة وكان يريد صرف الحقيبة لكن البرتو منعه فقام دولف بضرب البرتو وعندما اعطى الحقيبة للحكم قام شيمس بضرب دولف بحركته القاضية ومازالت العداوة مستمرة وفي عرض سماكداون قام المدير بتحديد مباراة بين شيمس والبرتو فدخل مجموعة من رجال الشرطة ظن البرتو انهم يريدون ضربه لكنهم قاموا بضرب شيمس وفي عرض سماكدوان التالي ظل شيمس غاضبا فقام المدير بإلغاء المباراة لكن الاثنان لم يكونا راضين عن ذلك القرار وفي مهرجان سمر سلام لعب شيمس ضد البرتو وفاز شيمس في مباراة مثيرة للجدل واحتفظ باللقب لأن شيمس عندما ثبت البرتو كانت رجله على الحبال لكن الحكم قال أنت وضعتها بعد انتهائي من التثبيت.

## أعمالة السينمائية
لعب فارلي (شيمس) دور توطن في فلم الأجرامي The Escapist 2008 بجانب جوزف فينيس وبراين يوجهان، كما شارك بدور بسيط في فلم الآيرلندي2008 الحماة الثلاثة، وكان فارلي يمثل دور المحارب الكيلتي في فلم الظلام The Darkness 2007، وفي سنة 2008 تلقى عرض عقد عمل في مسلسل لوست الشهير على جزيرة هاواي، لكن التزامة بالمصارعة منعة من المشاركة بسبب البعد المكاني.

## البطولات والإنجازات
- حزام بطولة فلوريدا للوزن الثقيل (مرة واحدة)
- حزام بطولة القارات للوزن الثقيل (مرتين) في اتحاد أيرلندا للمصارعة
- جائزة Slammy Award للنجم البارق في سنة 2009
- ترتيب pwi رقم 10 ضمن أفضل 500 مصارع لعام 2010 في Pro Wrestling Illustrated
- ملك الحلبة the king of the ring لسنة 2010
- بطل حزام أمريكا USA (ثلاث مرات)2010 - 2011 - 2014
- حزام دبليو دبليو أي (مرتين)2009 _ 2010
- جائزة slammy award للمصارع الأكثر تطوراً لعام 2010
- فائز في الرويال رمبل2012
- بطل حزام العالم للوزن الثقيل (مرة واحدة)2012
- أسرع مباراة في تاريخ راسيلمانيا عندما هزم دانيال برايان بعد 18 ثانية وأصبح بطل العالم للوزن الثقيل في راسيلمانيا 28
- الفائز بحقيبة ماني إن ذا بانك لعام 2015

## أفضل العداوات
- أفضل عداوة لعام 2009 مع جون سينا
- أفضل عداوة لعام 2010 مع راندي أورتن وجون سينا
- أفضل عداوة لعام 2011 مع جون موريسون
- أفضل عداوة لعام 2012 مع دانيال برايان
- أفضل عداوة لعام 2010 مع تريبل اتش
- أفضل عداوة لعام 2012 مع البرتو ديل ريو وبيغ شو
- أفضل عداوة لعام 2013 مع فريق الدرع ومارك هنري

## الحركات القاضية والألقاب
- ركلة الجمجمة _ يقوم برفع قدمه والركل على الوجه بالقدم الثانية
- هاي كروس _ يقوم برفع الخصم ويمسكه من يديه (عضل اليد من الآخر) ويقوم بقذفه امامه
- كسر الظهر الأيرلندية _ يرفع الخصم من رقبته وينزله بشكل حاد على ركبته.
- القنبلة الكهربائية _ يرفع الخصم على كتفه وينقلب بإتجاه الامام
- المطرقة الأيرلندية _ يشبك يديه مع بعضهم وضرب بهما وجه الخصم

## روابط خارجية
- شيمس على موقع IMDb (الإنجليزية)
- شيمس على موقع ألو سيني (الفرنسية)
- شيمس على موقع قاعدة بيانات الفيلم (الإنجليزية)
- شيمس على موقع دبليو دبليو إي (الإنجليزية)
- شيمس على موقع WrestlingData.com (الإنجليزية)
- شيمس على موقع CageMatch worker (الإنجليزية)
- شيمس على موقع قاعدة بيانات المصارعة على الإنترنت (الإنجليزية)
- شيمس على موقع عالم المصارعة على الإنترنت (الإنجليزية)